# David Goldschmidt (Jurist)
David Goldschmidt (geboren 8. August 1883 in Kassel; gestorben 28. März 1964 in Stockholm) war ein deutscher Jurist.

## Leben
Goldschmidt legte sein Abitur am Wilhelmsgymnasium in Kassel ab und studierte anschließend Jura in München, Berlin und Marburg. 1909 schloss er sein Studium mit der Promotion ab. Seit 1910 war er Rechtsanwalt in Kassel, ab 1914 auch Notar. Seit 1925  war er in einer Sozietät mit seinem Bruder Ludwig Goldschmidt tätig. Daneben arbeitete er auch als Repetitor, einen seiner Kurse durchlief beispielsweise auch Roland Freisler. Goldschmidt war daneben auch Syndikus des Verbands der Handelsvertreter und war zuständig für die juristische Beilage des „Kasseler Tagblatts“. Goldschmidt war daneben Mitglied der Sinai-Loge, deren Vizepräsident er zuletzt war.
1933 wurde ihm die Ausübung der Notars-Tätigkeiten untersagt. 1934 emigrierte seine Tochter nach Stockholm. Im November 1938 wurde er bei einem Besuch seiner schwerkranken Ehefrau im Jüdischen Krankenhaus in Frankfurt am Main verhaftet und drei Wochen lang in sog. „Schutzhaft“ festgehalten. 1939 emigrierte er nach Schweden, seine Ehefrau folgte einen Monat später. 1941 wurde David Goldschmidt aus dem Deutschen Reich ausgebürgert. In Schweden konnte Goldschmidt beruflich nicht wieder Fuß fassen. Nach dem Krieg lehnte er ein Angebot der hessischen Justizverwaltung, nach Deutschland zurückzukehren, ab. In Schweden war er an der Herausgabe eines deutsch-schwedischen Juristenlexikons beteiligt und Mitarbeiter eines Lehrbuchs des Bürgerlichen Rechts.

## Veröffentlichungen
- Die geschichtliche Entwicklung der Sonderrechte der Mediatisierten Preußens. Herrmann, Leipzig 1908, Marburg, Univ., Diss., 1909.
- Die Sonderstellung der Mediatisierten Preußens nach dem öffentlichen Rechte Preußens und des Deutschen Reiches. Ebel, Marburg a.L. 1909 (Arbeiten aus dem Juristisch-Staatswissenschaftlichen Seminar der Königlichen Universität Marburg; 8).